# Цзяо Люян
Цзяо Люян (кит. упр. 焦刘洋, пиньинь Jiāo Liúyáng; род. 6 августа 1991, Харбин, Хэйлунцзян) — китайская пловчиха, которая завоевала несколько олимпийских медалей и установила олимпийский рекорд на Олимпийских играх 2012 года.

## Начало спортивной карьеры
До Олимпиады Цзяо участвовала в Чемпионате мира по плаванию в Мельбурне 2007 года, где она оказалась 4-й на дистанции 200 м баттерфляем (2:07.22).

## Олимпийские игры 2008
На Олимпийских играх 2008-го года в Пекине Цзяо заняла второе место на дистанции 200 м баттерфляем с результатом 2:04.72, уступив своему товарищу по команде Лю Цзыгэ, которая выиграла гонку с результатом 2:04.18.

## Олимпийские игры 2012
На Олимпийских играх 2012-го года в Лондоне Цзяо Люян завоевала золото в заплыве на 200 метров баттерфляем с результатом 2:04.06, установив олимпийский рекорд.